# Filipiny na Letnich Igrzyskach Olimpijskich 1964
Filipiny na Letnich Igrzyskach Olimpijskich 1964 reprezentowało 47 zawodników (40 mężczyzn, 7 kobiet). Reprezentacja Filipin zdobyła jeden medal.

## Medaliści Letnich Igrzysk Olimpijskich 1960

### Srebrny medal
Anthony Villanueva (boks)